# Station 19 (1.ª temporada)
A primeira temporada da série de televisão dramática estadounidense Station 19 foi encomendada em maio de 2017 pela ABC com a apresentação do episódio piloto na série principal Grey's Anatomy em 1 de março de 2018. Estreou em 22 de março de 2018 e foi finalizada em 17 de maio de 2018, contando com 10 episódios. A temporada foi produzida pela ShondaLand e ABC Studios, com Shonda Rhimes e Betsy Beers como produtoras executivas, Paris Barclay como diretor de produção e produtor executivo da série e Stacy McKee servindo como a showrunner e produtora executiva. A temporada foi ao ar no meio da temporada de transmissões de 2017-18 às noites de quinta-feira às 21h, horário do leste dos EUA, como parte da programação TGIT, junto com Grey's Anatomy e Scandal.
A primeira temporada estrela Jaina Lee Ortiz como Andrea "Andy" Herrera, Jason George como Benjamin "Ben" Warren, Grey Damon como Jack Gibson, Barrett Doss como Victoria "Vic" Hughes, Alberto Frezza como Ryan Tanner, Jay Hayden como Travis Montgomery, Okieriete Onaodowan como Dean Miller, Danielle Savre como Maya Bishop e Miguel Sandoval como Capitão Pruitt Herrera.
A temporada terminou com uma média de 7.36 milhões de espectadores e ficou classificada em 54.º lugar na audiência total e classificada em 41.º no grupo demográfico de 18 a 49 anos. Nessa temporada, Station 19 venceu como "Melhor Programa do Horário Nobre – Drama" no Imagen Awards de 2018.

## Enredo
A série segue um grupo de bombeiros heroicos no Seattle Fire Station 19 – de capitão a mais novo recruta – enquanto arriscam suas vidas, tanto no cumprimento do dever quanto fora do horário de serviço. Estes bravos homens e mulheres são como família, literalmente e figurativamente, e juntos colocam suas próprias vidas em risco como socorristas para salvar a vida dos outros. Praticamente criada na estação, Andy Herrera (Jaina Lee Ortiz) é uma bombeiro confiante e durona que também é filha do capitão Pruitt (Miguel Sandoval), o formidável chefe do corpo de bombeiros. O Capitão Pruitt foi a principal inspiração de Andy para se tornar uma bombeira, e é um mentor para Andy e Jack Gibson (Grey Damon), o tenente da Estação 19. Apaixonado e enérgico, Jack é destemido, o tipo de cara que você quer vir em seu socorro. Enquanto Jack é destemido, Andy joga pelas regras, mas quando estes dois estão juntos, faíscas voam e os opostos se atraem.

## Elenco e personagens
| - Jaina Lee Ortiz como Andrea "Andy" Herrera - Jason George como Benjamin "Ben" Warren - Grey Damon como Jack Gibson - Barrett Doss como Victoria "Vic" Hughes - Alberto Frezza como Ryan Tanner - Jay Hayden como Travis Montgomery - Okieriete Onaodowan como Dean Miller - Danielle Savre como Maya Bishop - Miguel Sandoval como Pruitt Herrera | - Marla Gibbs como Edith - Brenda Song como JJ - Leslie Hope como Frankel - Sterling Sulieman como Grant - Brett Tucker como Lucas Ripley | - Ellen Pompeo como Dra. Meredith Grey - Chandra Wilson como Dra. Miranda Bailey - BJ Tanner como William George "Tuck" Bailey Jones - Jake Borelli como Dr. Levi Schmitt - Jee Young Han como Charlotte Dearborn |

## Episódios
| N.º na série | N.º na temp. | Título                | Dirigido por    | Escrito por         | Exibição original   | Audiência (milhões) |
| --- | ------------ | --------------------- | --------------- | ------------------- | ------------------- | ------------------- |
| 1 | 1            | "Stuck"               | Paris Barclay   | Stacy McKee         | 22 de março de 2018 | 5.43                |
| Quando a equipe responde a um incêndio em um apartamento, o Capitão Pruitt sofre um ataque, o futuro da liderança da estação está em perigo e a bombeira Andy Herrera é forçada a subir. Enquanto isso, o novo recruta Ben Warren está negociando no bisturi para um novo começo como bombeiro, mas não tem sido fácil e ele tem dificuldade em perceber que as emergências no campo são muito diferentes das do Grey Sloan Memorial. |              |                       |                 |                     |                     |                     |
| 2 | 2            | "Invisible To Me"     | Paris Barclay   | Stacy McKee         | 22 de março de 2018 | 5.43                |
| Com a ausência do Capitão Pruitt, Andy e Jack tentam se juntar enquanto trabalham juntos, quando precisam se revezar como capitão. Andy é a primeira, mas as coisas ficam complicadas em seu primeiro dia. Warren e Victoria começam a trabalhar juntas quando o alarme de incêndio é acionado na escola do enteado de Ben (Tuck); Enquanto isso, Dean encontra uma civil, JJ, quando ela pede ajuda para consertar o alarme de seu apartamento. Um acidente de carro em uma estrada rural coloca as vítimas e a vida da equipe em risco. |              |                       |                 |                     |                     |                     |
| 3 | 3            | "Contain the Flame"   | Mary Lou Belli  | Wendy Calhoun       | 29 de março de 2018 | 5.86                |
| A equipe responde ao incêndio da casa no apartamento de JJ com Dean arriscando sua vida para salvar Seth, que acaba morrendo no hospital. JJ emocionada visita Dean na estação para ajudá-la a processar a perda. Depois de um desentendimento entre Jack e Andy no local, Frankel os chama para mostrar seus erros e depois demonstra seu respeito por Jack, porque ele, diferente de Andy, teve que trabalhar sem conexões. Andy ouve isso, mas sai antes que Jack diga a Frankel que, pelo menos, o pai de Andy a segurou de volta. Maya e Travis escolhem lados para a posição do capitão. Ben acha difícil não ter um acompanhamento com as pessoas que resgatam. Pruitt tem dificuldade em ficar em casa e acaba voltando para a delegacia para tarefas administrativas, enquanto Ryan se pergunta se Andy ainda o vê como um adolescente, como seu pai. |              |                       |                 |                     |                     |                     |
| 4 | 4            | "Reignited"           | Dennis Smith    | Ilene Rosenzweig    | 5 de abril de 2018  | 5.09                |
| A equipe lida com um incêndio em uma pousada novinha em folha que continua reativando. Jack e Andy retomam seu relacionamento depois de uma semana de brigas como co-capitães, mas não são tão reservados quanto acham que são. Maya mantém sua distância de Andy depois que ela pediu a Maya para recuar e não diz a ela quando Ryan a levou para a delegacia para identificar seu irmão, que foi pego roubando materiais de arte. Em vez disso, ela confia em Ryan que seu irmão perdeu o caminho por causa da devoção de seus pais em sua carreira olímpica. Dean procura pedir JJ e pede conselhos a Travis e Pruitt. Travis encontra um homem bonito através de Edith. Enquanto isso, Ben percebe que a experiência do fogo azul deixou uma marca em Victoria, que nega ter desenvolvido um medo do fogo, pois acabaria com sua carreira. |              |                       |                 |                     |                     |                     |
| 5 | 5            | "Shock to the System" | Milan Cheylov   | Anupam Nigam        | 12 de abril de 2018 | 5.59                |
| Maya e Andy vão em uma vigia para um ataque criado por Ryan e sua equipe. Enquanto eles temem por sua segurança, eles revelam a recente tensão entre eles e revelam seus problemas. Ver Ryan em seu ambiente profissional desperta o interesse de Andy. Pruitt aumenta o calor de Jack depois de descobrir sua relação sexual com Andy. Um por um, os outros membros da equipe descobrem também. Bailey visita a estação e repreende Pruitt por não seguir suas instruções. JJ pede a Dean para sair. A equipe responde a um homem preso em uma situação elétrica perigosa, enquanto uma mulher grávida, que acaba sendo a esposa do homem, vem à delegacia procurando ajuda com assentos de carro. |              |                       |                 |                     |                     |                     |
| 6 | 6            | "Stronger Together"   | Nzingha Stewart | Angela L. Harvey    | 19 de abril de 2018 | 5.41                |
| Jack e Andy participam do teste de perfuração de capitania, o incinerator. Para seu desalento, eles descobrem que todos os candidatos estão à disposição para a posição de capitão disponível do departamento na Estação 19. Jack e Andy decidem trabalhar juntos para garantir que um deles acabe ficando no cargo. Depois que Andy quebra o protocolo para salvar uma vida, a tendência de Frankel em relação a Andy é questionada pelo chefe dos bombeiros Ripley, que Jack impressiona com seu teste. Com Travis como capitão interino, a equipe responde a uma mulher cuja perna está presa em um buraco. Inspirada pela coragem da mulher de finalmente expressar seu amor a sua amiga de longa data, Victoria revela à equipe sobre seu medo do fogo. A equipe decide manter isso em segredo dos tenentes e ajudar Victoria de todas as formas possíveis. Pruitt procura ajuda de Bailey quando sua saúde piora. |              |                       |                 |                     |                     |                     |
| 7 | 7            | "Let It Burn"         | James Hanlon    | Barbara Kaye Friend | 26 de abril de 2018 | 5.17                |
| Apesar de seu aumento nos sintomas, Pruitt corre antes que Bailey possa fazer um checkup. Ele tenta esconder seus sintomas agravantes, mas seus colegas descobrem e o levam de volta ao hospital, onde seu tratamento é aumentado. Ele também percebe que tem que deixar as pessoas entrar e permite que Andy seja mantido no circuito. Edith faz Cupid para Travis e Grant, mas Travis não está muito ansioso para começar a namorar novamente. Maya e Travis ajudam Victoria a enfrentar seus medos, enquanto Maya depara com seu irmão desabrigado novamente e tenta oferecer-lhe ajuda. Ryan se junta à equipe enquanto eles reagem a um incêndio no shopping e muito ao desânimo de Jack. Isso leva Ryan a descobrir seu lado heróico, o que faz com que ele diga a Andy que ele está de volta. Bailey descobre que Ben tem escondido as chamadas perigosas dela. |              |                       |                 |                     |                     |                     |
| 8 | 8            | "Every Second Counts" | Marisol Adler   | Tia Napolitano      | 3 de maio de 2018   | 5.14                |
| Chegou a hora de revisões de pares na batalha pela posição do Capitão. O chefe dos bombeiros, Ripley, entrevista cada membro da equipe e enfatiza a importância de uma ligação mais cedo naquele dia que deu terrivelmente errado devido a decisões tomadas tanto por Jack quanto por Andy. Depois de juntar o que aconteceu exatamente com seus testemunhos, Ripley obriga todos a se posicionarem com base no difícil dilema enfrentado pelos tenentes. Victoria ataca e diz que ele tem que escolher Jack ou Andy em vez de um candidato externo, mas o comportamento dela faz mais mal do que bem. Maya é surpreendida pela recomendação de Ripley para concorrer à tenente. Travis surpreende Andy por suas experiências ruins com capitães incapazes, enquanto Dean também a apoia apesar de seu apoio a Jack. Pruitt, que está preso no hospital para uma nova rodada de quimioterapia, confidencia a Ripley que ele não deve escolher nem Jack nem Andy. |              |                       |                 |                     |                     |                     |
| 9 | 9            | "Hot Box"             | Nicole Rubio    | Phillip Iscove      | 10 de maio de 2018  | 4.45                |
| Pruitt avisa Andy para não ter esperanças na posição de capitão. Dean cansado, bagunça a cena de um incêndio em casa e prende parte da equipe, policiais e um civil em uma garagem que foi construída especificamente para manter as pessoas fora. Como o resto da equipe tem dificuldade em alcançar o fogo dentro da casa altamente protegida, a temperatura na garagem continua subindo, ameaçando a vida de todos dentro. Com um apelo semelhante que terminou com a morte de seus colegas em mente, Pruitt chega ao local para pedir a Andy que faça uma saída. As pessoas presas trabalham juntas e causam uma explosão para abrir as portas da garagem. Enquanto comemora sua vitória, Victoria cobre Dean, Jack descobre o envolvimento de Andy com Ryan, e Pruitt deixa claro para Andy sobre sua recomendação para a posição do Capitão, explicando que ele queria reunir a equipe contra um estranho. |              |                       |                 |                     |                     |                     |
| 10 | 10           | "Not Your Hero"       | Paris Barclay   | Stacy McKee         | 17 de maio de 2018  | 5.10                |
| A equipe comemora Ben sobrevivendo a 50 incêndios. As entrevistas de Ripley com os candidatos restantes são interrompidas quando ele tem que ajudar em um incêndio arranha-céu. Jack diz a Andy que ele está se transferindo para outra estação, se ele não fizer o capitão. Depois de ficar em espera por horas, a equipe é finalmente é chamada para o incêndio do arranha-céu. Maya e Victoria trabalham com Molly, o capitão de evacuação, para controlar uma multidão presa em um andar acima do fogo. Maya esconde seus problemas auditivos seguindo o barotrauma que sofreu na garagem. Dean e Jack tentam manter o fogo longe de combustíveis no chão de manutenção do prédio. Depois que o fogo salta e o caos começa, Ben tem que salvar Travis letalmente ferido e encontra Molly atropelada na escada, forçando-o a escolher entre salvar ela ou Travis. Andy salva Charlotte e impressiona Ripley. No entanto, ela desafia abertamente suas ordens, enviando um elevador para o andar em que Jack e Dean estão presos. Jack fica para trás para fechar as portas corta-fogo para salvar a tripulação dispersa. Enquanto Andy implora para ele se salvar, eles perdem contato e uma explosão sacode o prédio, colocando a vida de todos em risco. Enquanto isso, de volta à estação, Ryan e Bailey trabalham para ressuscitar um Pruitt inconsciente. |              |                       |                 |                     |                     |                     |

## Produção

### Desenvolvimento
Em 16 de maio de 2017, o chefe da ABC, Channing Dungey, anunciou na apresentação inicial da ABC que a emissora havia dado uma ordem direta para uma série spin-off de Grey's Anatomy. Stacy McKee, escritora e produtora executiva de Grey's de longo prazo, serviria como showrunner e produtora executiva, com Shonda Rhimes e Betsy Beers também atuando como produtoras executivas. A série, que seria estabelecida em um corpo de bombeiros de Seattle, seguiria a vida de um grupo de bombeiros. Foram encomendados 10 episódios. Ao anunciar a série, Dungey disse: "Ninguém pode envolver os risco que os bombeiros enfrentam na linha do dever com o drama em suas vidas pessoais, como Shonda, e o cenário de assinatura de Seattle de Grey's é o pano de fundo perfeito para este emocionante spin-off". Patrick Moran, presidente da ABC Studios, acrescentou que "falamos [com Shonda] sobre os elementos de Grey's Anatomy que parecem ressoar com o público — narrativa emocional, conexão humana profunda, um ambiente de alto risco e mulheres fortes e capacitadas — e esses elementos serão transferidos para o spin-off". Em julho de 2017, Paris Barclay assinou a série como diretor produtivo e produtor executivo. Em janeiro de 2018, foi anunciado que Ellen Pompeo renovou seu contrato para interpretar Meredith Grey durante a 16ª temporada de Grey's, além de se tornar uma produtor no programa e uma coprodutora executiva do spin-off. Mais tarde naquele mês, a ABC anunciou que a série seria intitulada Station 19.
Um episódio de Grey's Anatomy, originalmente planejado para ir ao ar no outono de 2017, mas que foi ao ar em março de 2018, serviu como episódio piloto para a série. O episódio piloto apresentou a introdução da personagem principal do spin-off, Andy Herrera, "como uma história dentro do episódio" e também para "mostrar uma história realmente adorável para Ben, onde conseguimos apenas justapor seus dois mundos e ver sua reação enquanto ele transita de um mundo para o outro".
As filmagens da série começaram em 18 de outubro de 2017 e se concluiram em 2 de abril de 2018. As filmagens da série ocorrem principalmente em Los Angeles, filmagens adicionais para a série acontecem em Seattle. A estação em Station 19 é baseada no exterior da Estação 20 de Seattle situada no bairro Queen Anne de Seattle, em Washington.
A primeira temporada começou a ser exibida em 22 de março de 2018, com estreia especial de duas horas às 21h na ABC, seguindo a série principal Grey's Anatomy, com os episódios restantes indo ao ar às quintas-feiras às 21h.

### Casting
Em 26 de julho de 2017, Jaina Lee Ortiz foi escolhida como a protagonista. Em setembro de 2017, foi anunciado que Jason George, que interpretava o Dr. Ben Warren desde a 6ª temporada de Grey's Anatomy, deixaria a série para se juntar ao spin-off como um personagem regular. Esperava-se que continuasse sendo um personagem regular em Grey's até a produção do spin-off começar. Em 6 de outubro, Grey Damon foi escalado como tenente Jack, Jay Hayden como Travis, Okieriete Onaodowan como Dean, Danielle Savre como Maya e Barrett Doss como Victoria. Seguindo Miguel Sandoval como o capitão Pruitt, e Alberto Frezza como o policial Ryan.
Em 2 de março de 2018 Brett Tucker foi anunciado para um papel recorrente como Ripley, detalhes do personagem não haviam sido revelados. Em 6 de março de 2018, Marla Gibbs foi anunciada a ter um arco de múltiplos episódios na temporada. Em 9 de março de 2018 foi anunciado que Brenda Song se juntaria ao elenco recorrente, com detalhes de seu personagem mantidos em sigilo até a estreia.

## Recepção

### Resposta da crítica
O site Rotten Tomatoes relatou um índice de aprovação de 65% com uma classificação média de 6/10 com base em 17 revisões. O Metacritic, que usa uma média ponderada, atribuiu uma pontuação de 55 em 100 com base em 10 críticos, indicando "revisões mistas ou médias".
Station 19 venceu como "Melhor Programa do Horário Nobre – Drama" no Imagen Awards de 2018.

### Audiência
A temporada foi a décima primeira série de televisão com roteiro mais assistida da ABC durante a temporada de televisão de 2017–2018 no grupo demográfico de 18 a 49 anos. Ao longo de sua transmissão, na audiência do mesmo dia de transmissão, a temporada teve média de 1.05 rating no grupo demográfico de 18-49 anos e 5.27 milhões de telespectadores. Na audiência ao vivo+7 dias, a temporada teve média de 1.8 rating no grupo demográfico de 18-49 anos e 7.87 milhões de telespectadores.
| №   | Título                  | Exibição original   | Rating/share (18–49) | Audiência (em milhões) | DVR (18–49) | Audiência em DVR (milhões) | Total (18–49) | Audiência total (em milhões) |
| --- | ----------------------- | ------------------- | -------------------- | ---------------------- | ----------- | -------------------------- | ------------- | ---------------------------- |
| 1/2 | "Stuck Invisible To Me" | 22 de março de 2018 | 1.1/5                | 5.43                   | 0.9         | 3.11                       | 2.0           | 8.54                         |
| 3   | "Contain the Flame"     | 29 de março de 2018 | 1.2/5                | 5.86                   | 0.8         | 2.70                       | 2.0           | 8.56                         |
| 4   | "Reignited"             | 5 de abril de 2018  | 1.0/4                | 5.09                   | 0.8         | 2.63                       | 1.8           | 7.72                         |
| 5   | "Shock to the System"   | 12 de abril de 2018 | 1.0/4                | 5.59                   | 0.8         | 2.40                       | 1.8           | 7.99                         |
| 6   | "Stronger Together"     | 19 de abril de 2018 | 1.1/4                | 5.41                   | 0.7         | 2.42                       | 1.8           | 7.84                         |
| 7   | "Let It Burn"           | 26 de abril de 2018 | 0.9/3                | 5.17                   | 0.7         | 2.30                       | 1.6           | 7.47                         |
| 8   | "Every Second Counts"   | 3 de maio de 2018   | 1.0/4                | 5.14                   | 0.7         | 2.25                       | 1.7           | 7.40                         |
| 9   | "Hot Box"               | 10 de maio de 2018  | 0.9/4                | 4.45                   | 0.7         | 2.29                       | 1.6           | 6.75                         |
| 10  | "Not Your Hero"         | 17 de maio de 2018  | 1.0/4                | 5.10                   | 0.7         | 2.26                       | 1.7           | 7.35                         |

Notas
1. ↑  Nas classificações da Nielsen, rating é uma fração do número total de residências com televisores em comparação com o número de aparelhos de televisão sintonizados em um programa específico.[38]
2. ↑  Os dados Ao vivo + 7 dias incluem o número de telespectadores que assistem aos episódios dentro de sete dias de sua transmissão original por meio de DVR e streaming de vídeo sob demanda.[40]